# Cò ke Lạng Sơn
Cò ke Lạng Sơn (danh pháp: Grewia langsonensis) là một loài thực vật có hoa trong họ Cẩm quỳ. Loài này được Gagnep. mô tả khoa học đầu tiên năm 1943.